# Škoda Transportation

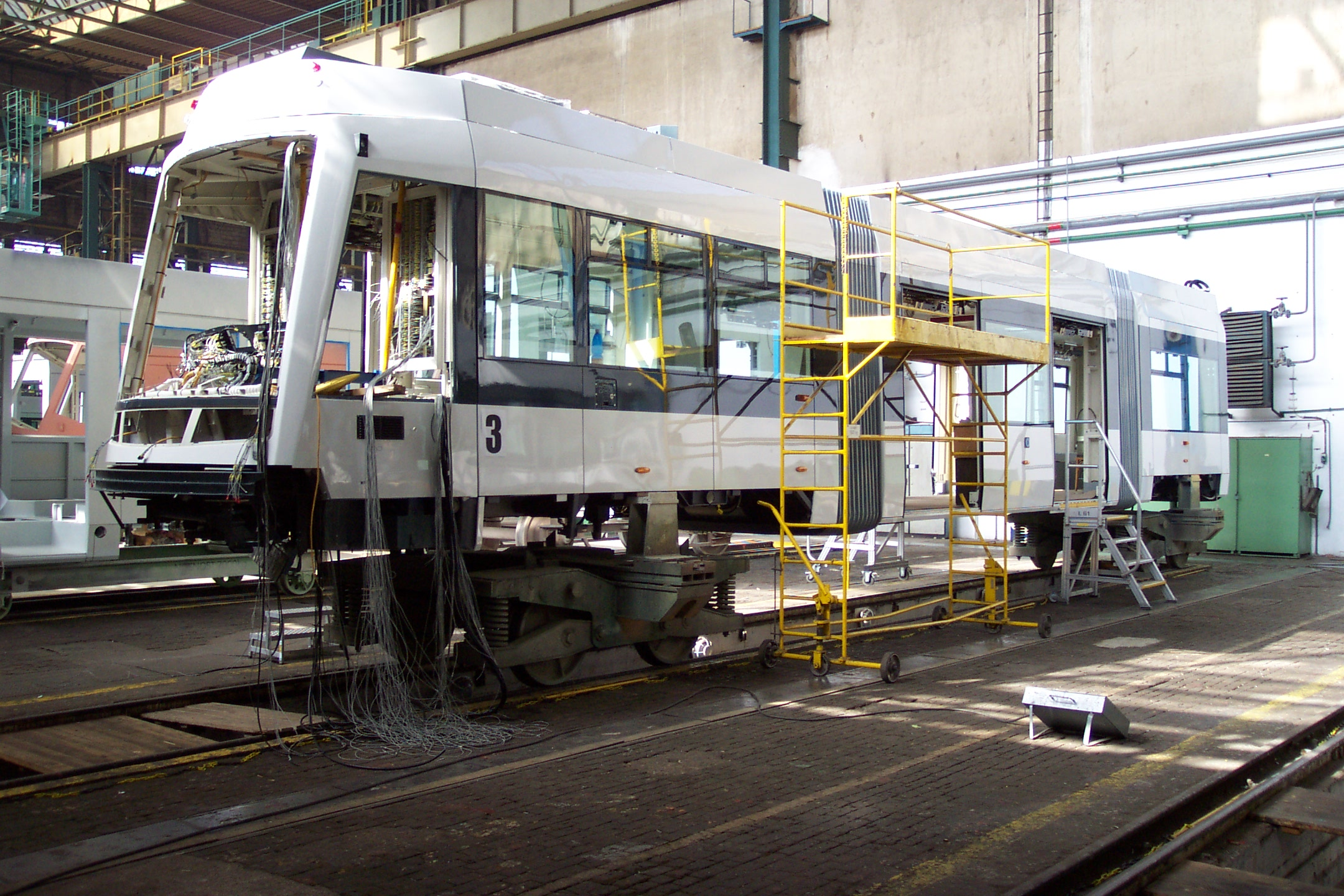
Bau eines Straßenbahnwagens vom Typ Škoda 06 T in den Škoda-Werken in Pilsen

Škoda Transportation a.s. ([ˈʃkɔda tɹænspɔːˈteɪʃən] ⓘ) ist ein tschechisches Verkehrstechnikunternehmen mit Sitz in Pilsen. Der Schwerpunkt der Aktivitäten liegt im Bereich der Produktion von unterschiedlichen Schienenfahrzeugen wie Straßenbahnwagen, Triebwagen und Lokomotiven und anderen Verkehrsmitteln wie Oberleitungsbussen. Das Unternehmen entstand aus dem 1859 gegründeten Maschinenbaukonzern Škoda. Es hat zusammen mit dem Automobilhersteller Škoda Auto geschichtsbedingt den gleichen Namen und Logo, gehört aber nicht zum Volkswagen-Konzern. Ab 2030 wird Škoda Transportation den Schriftzug ŠKODA und den geflügelten Pfeil nicht mehr benutzen.

## Geschichte
Mit dem Verlust der Hauptkunden im sozialistischen RGW-Raum suchte das tschechische Unternehmen nach neuen Betätigungsfeldern. 1992 bis 1997 wurden die letzten 36 von insgesamt 321 Doppellokomotiven des Typs 82E in die Ukraine und nach Russland geliefert.
Ab 1993 wurde das Unternehmen mit Fahrzeugen für den städtischen ÖPNV aktiv. So z. B. zunächst mit umfangreichen Modernisierungsarbeiten an den Fahrzeugen der Prager Metro und der Entwicklung der Doppelstocktriebwagen der tschechischen Baureihe 471. 1995 gelang der Verkauf von neun Lokomotiven des Typs 71E nach Italien.
1997 wurde die Fertigung von modernen mehrgliedrigen Straßenbahnwagen mit Niederflurtechnik aufgenommen. Sie fanden nicht nur auf dem tschechischen Markt Anklang, sondern wurden auch ins Ausland verkauft.
Im Laufe der Jahre entstanden verschiedene Varianten von drei- bzw. fünfgliedrigen Gelenktriebwagen mit einem mehr oder weniger umfangreichen Niederfluranteil.
Seit 2018 gehört das Unternehmen zur PPF Group.
Im Juni 2022 wurde mitgeteilt, dass die Markenrechte vollständig an den Automobilhersteller in Mladá Boleslav  veräußert wurden. Damit wird der Maschinenbauer in Pilsen den Schriftzug ŠKODA und den geflügelten Pfeil ab 2030 nicht mehr benutzen.

## Straßenbahn-Fahrzeuge

### Škoda Astra/Anitra

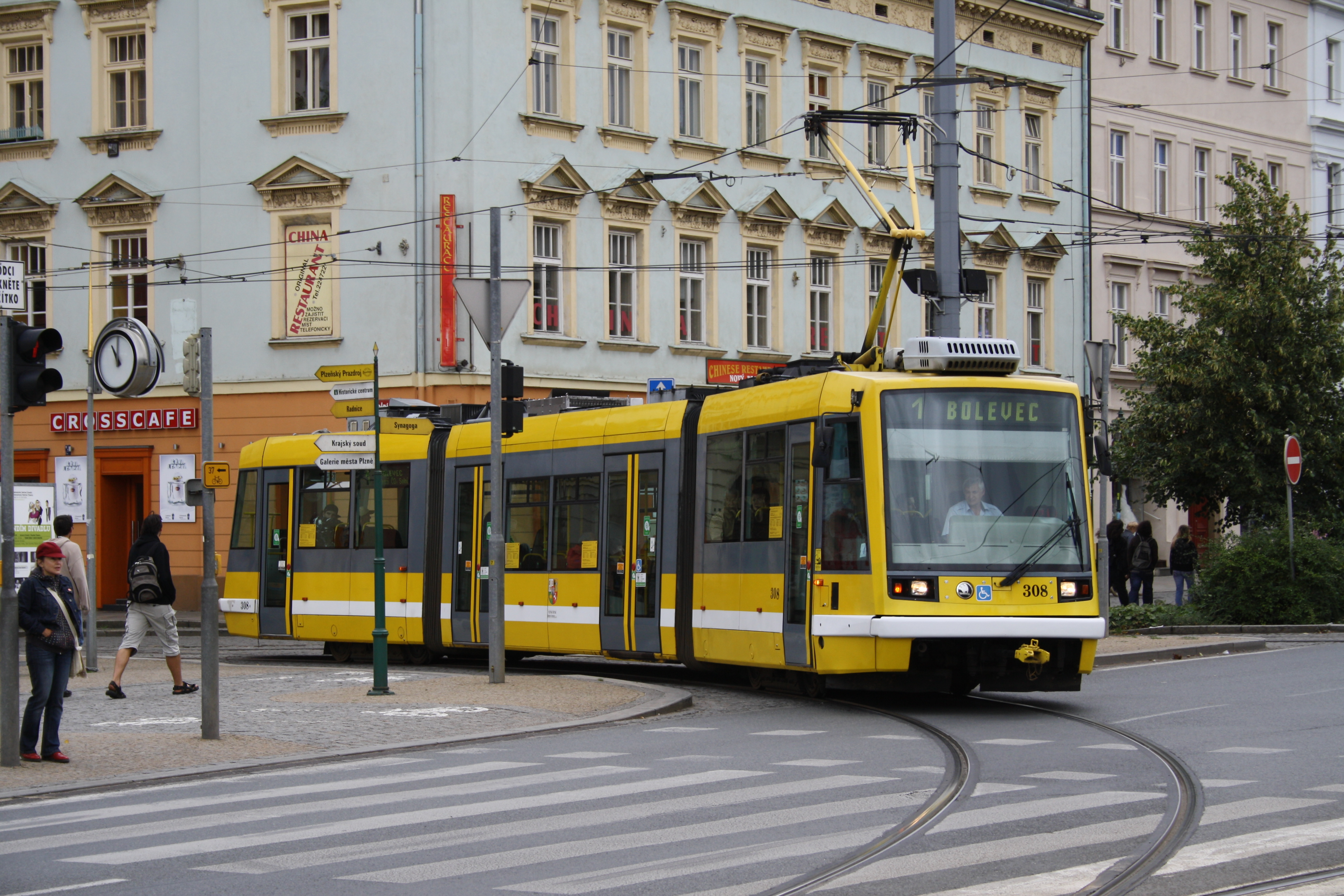
Typ 03 T in Pilsen (Tschechien)

- Škoda 03T: In fünf verschiedenen Städten Tschechiens, unter anderem in Brünn und Pilsen, fahren insgesamt 48 Garnituren.

### Škoda Elektra

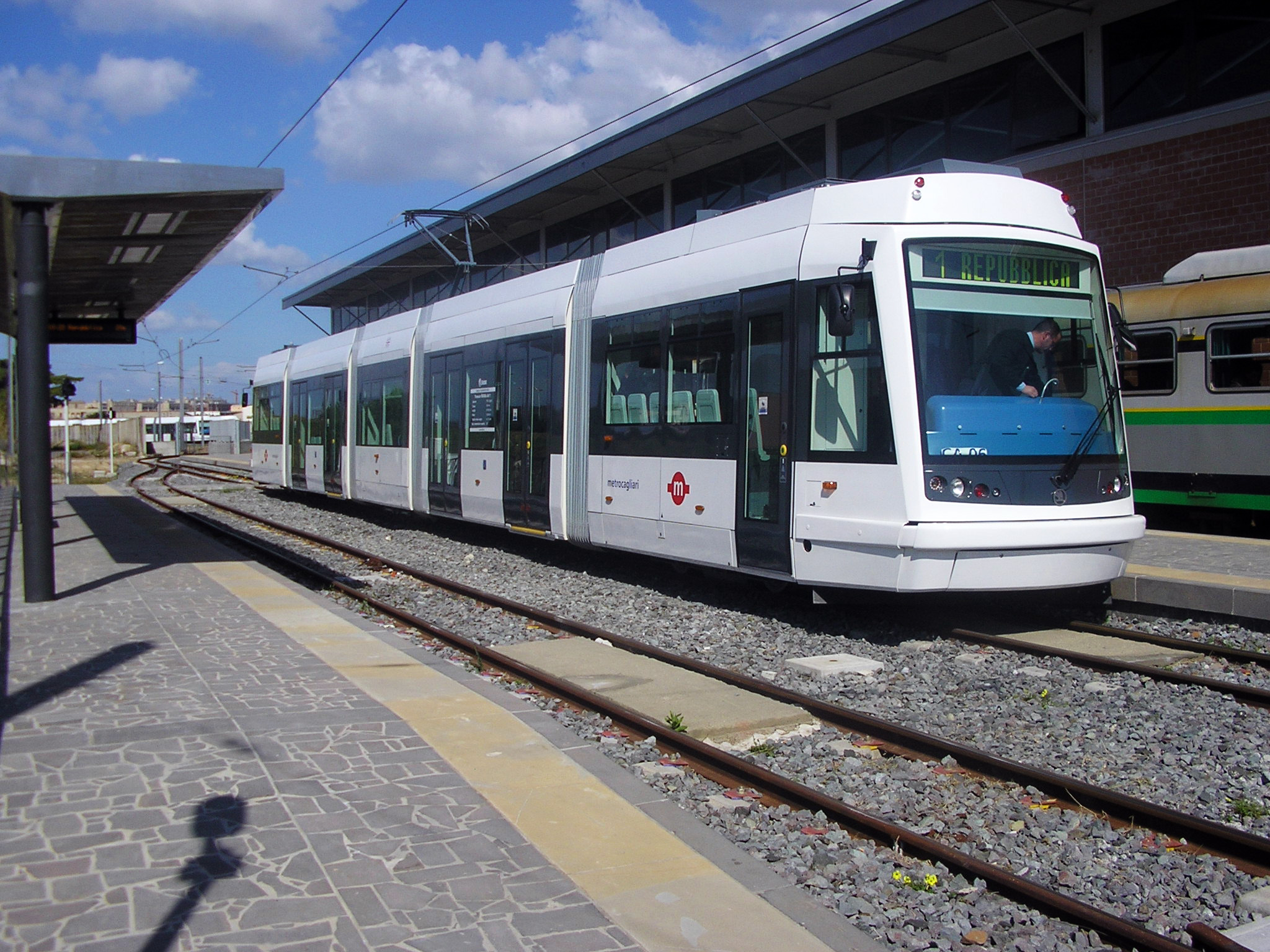
Typ 06 T in Cagliari (Italien)

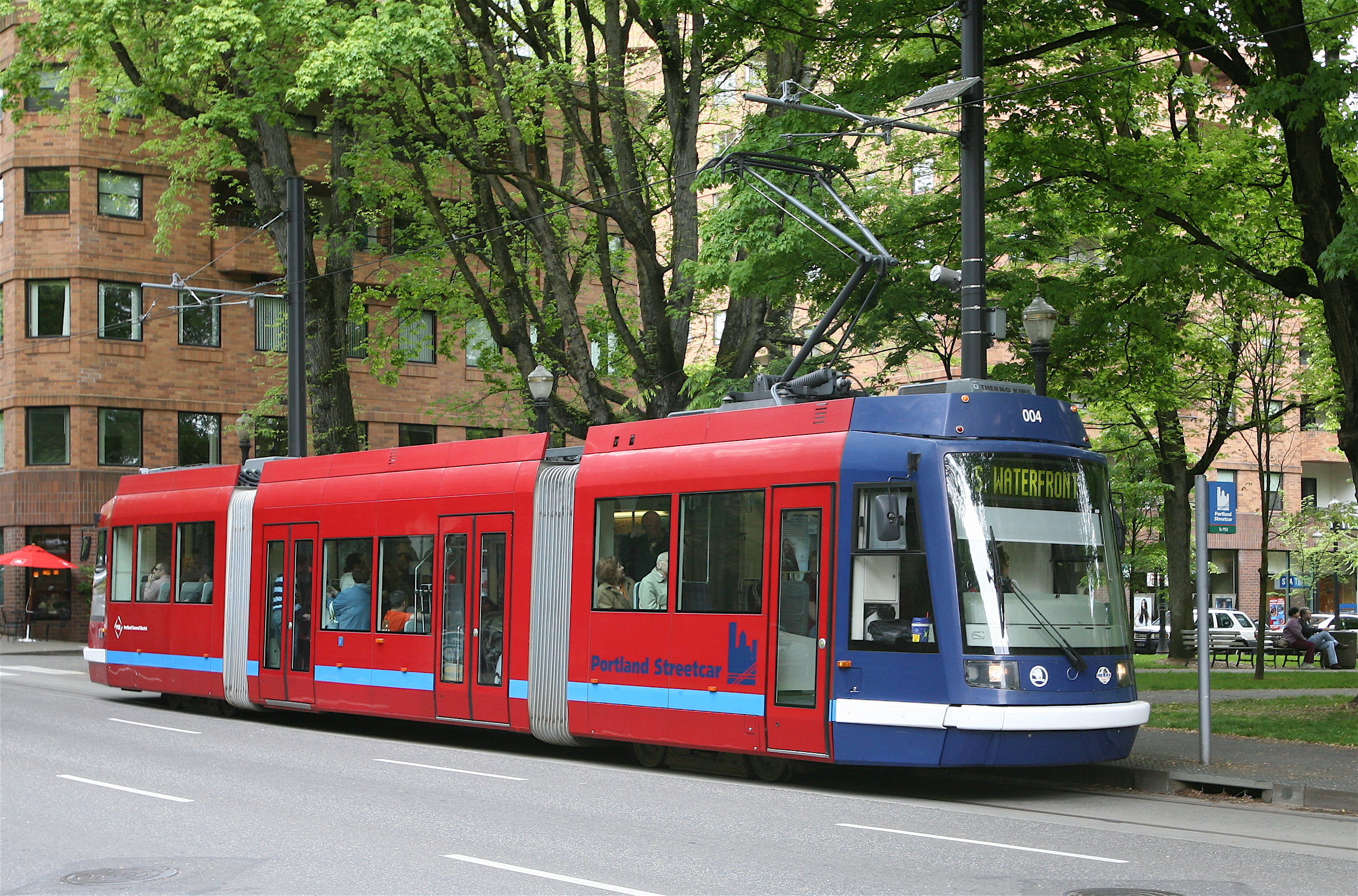
Typ 10 T in Portland (USA)

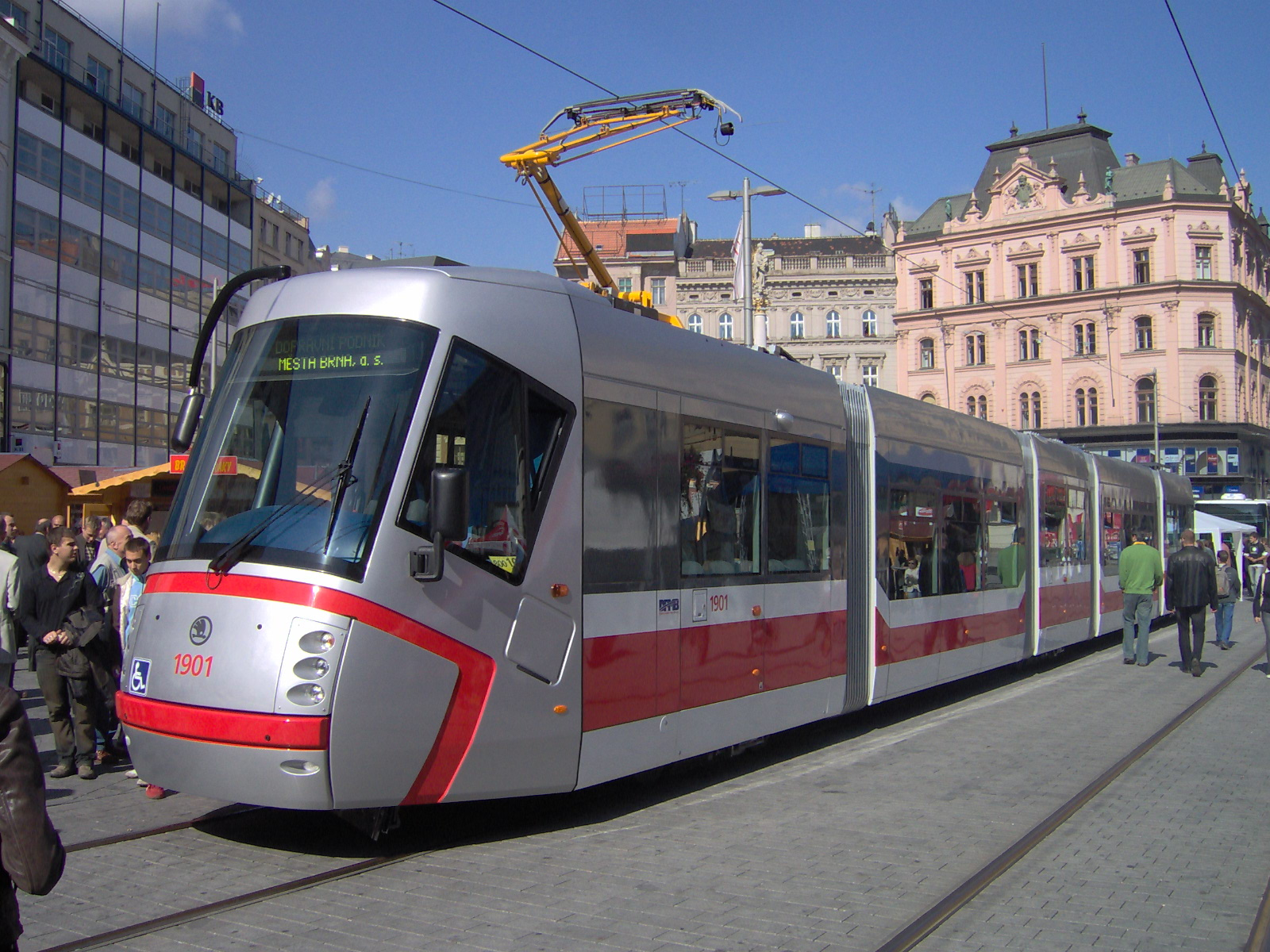
Typ 13 T in Brünn (Tschechien)

Als Škoda Elektra werden eine Reihe von meist fünfteiligen, niederflurigen Straßenbahnwagen bezeichnet, welche alle (außer 10T) auf den Prototypen Škoda Vektra (05 T) basieren.
- Škoda Elektra 06 T: es handelt sich um ein Zweirichtungsfahrzeug, das für die italienische Stadtbahn Cagliari mit einer Spurweite von 950 mm entwickelt wurde. Der Niederfluranteil beträgt 65 % der Nutzfläche.
- Škoda Elektra 10 T: der vierachsige, dreiteilige Straßenbahn-Gelenkwagen wurde aus dem Typ 03 T weiterentwickelt. Es handelt sich um Zweirichtungsfahrzeuge mit einem Niederfluranteil von 50 %. In den amerikanischen Städten Portland und Tacoma sind insgesamt zehn solcher Garnituren im Einsatz.
- Škoda Elektra 13 T: Seit 2007 fahren 29 Wagen dieses Typs, der aus dem 14 T entwickelt wurde, in Brno.
- Škoda Elektra 14 T: Die beiden ersten Wagen dieses Bautyps – dessen Gestaltung von Porsche Design stammt – wurde im Jahr 2005 für die Prager Straßenbahnen geliefert. Prag bestellte insgesamt sechzig Fahrzeuge – bis März 2009 waren sie ausgeliefert.[4]
- Škoda Elektra 16 T: Es handelt sich um geringfügig abgewandelte 14 T. Für die Straßenbahn Breslau wurden 2006 und 2007 insgesamt 17 Fahrzeuge geliefert.
- Škoda Elektra 19 T: Der Typ 19 T ist die Zweirichtungsvariante des 16 T. Es wurden insgesamt 31 Fahrzeuge nach Breslau geliefert.

### Škoda ForCity

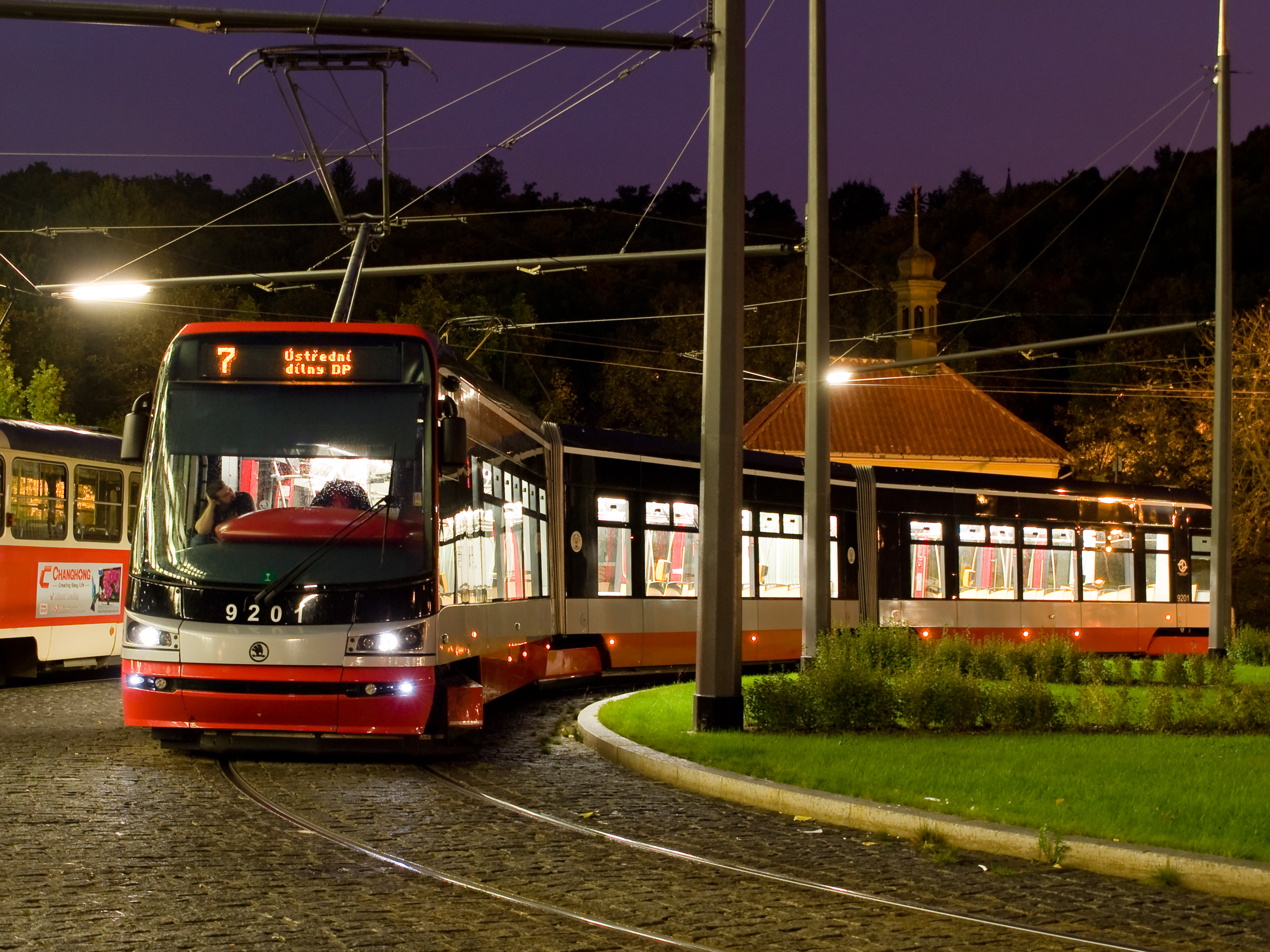
Typ 15 T in Prag (Tschechien)

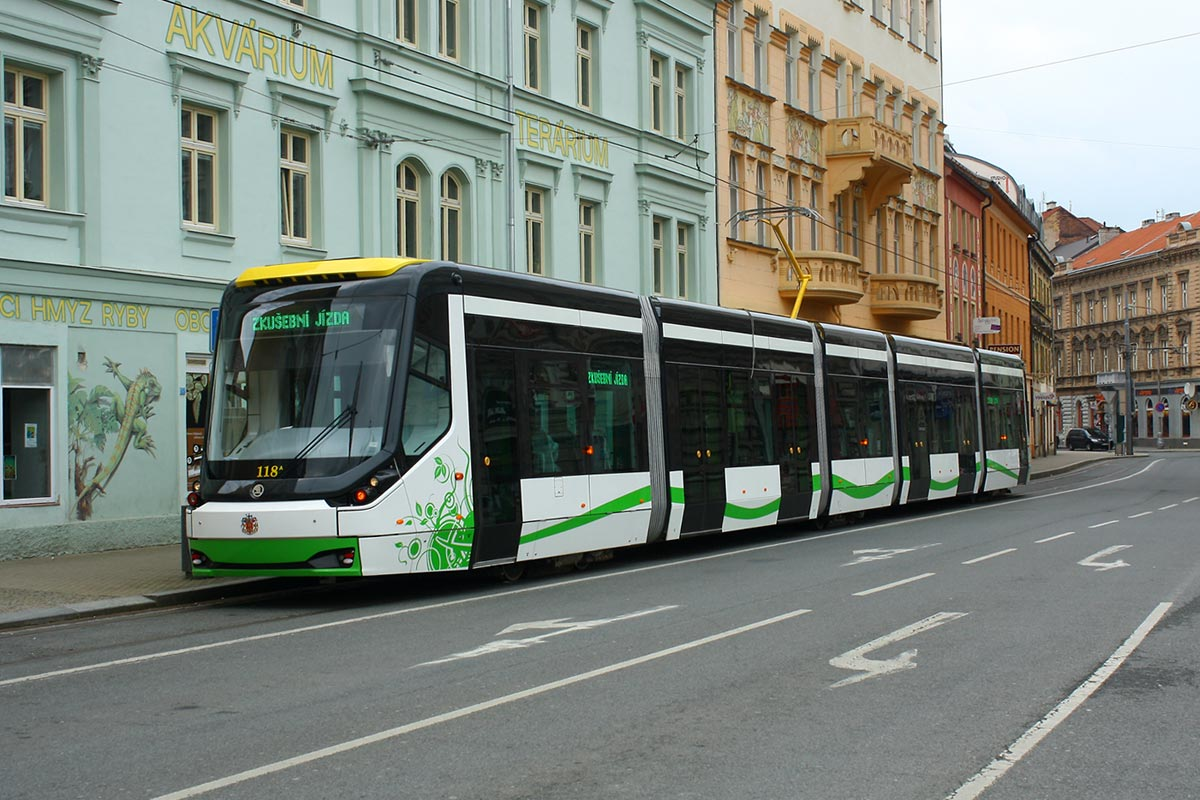
Typ 26 T für Miskolc (Ungarn) während der Testphase in Pilsen

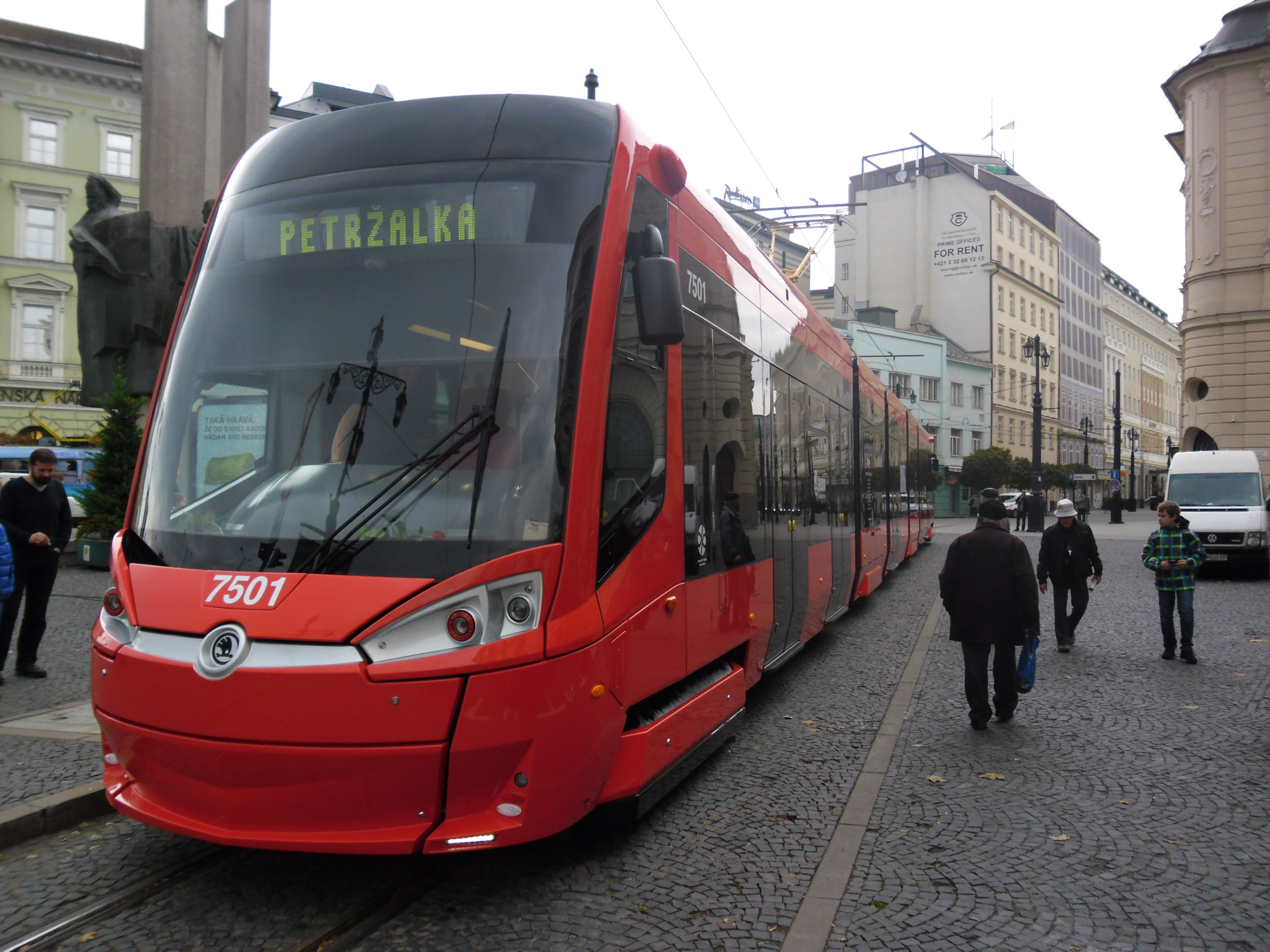
Typ 30 T in Bratislava (Slowakei)

- Škoda ForCity Alfa (15 T): 250 dieser dreiteiligen Einrichtungsfahrzeuge mit 100 % Niederflurbereich hat die Stadt Prag bestellt. Der erste Wagen war seit dem 6. Oktober 2010 in Prag im Probebetrieb mit Fahrgästen. Bis 2018 sollen alle Fahrzeuge dieses Typs nach Prag ausgeliefert werden.[4] Die 15 T laufen auf vier Drehgestellen, je eins an den beiden Enden und zwei Jakobsdrehgestelle unter den Gelenken. Im Mai 2008 bestellten die Verkehrsbetriebe der Stadt Riga 20 Garnituren mit einer Option auf weitere 32 Fahrzeuge. Die ansonsten baugleichen Wagen erhielten Drehgestelle für die Spurweite von 1524 Millimetern und einen blauweißen Anstrich. Der erste Prototyp wurde im Juni 2009 geliefert. Im November 2012 waren insgesamt 26 Fahrzeuge einsatzbereit, 6 davon als vierteilige Version.[5]
- Škoda ForCity Classic (26T/28T/35T): fünfteilige, 100 % niederflurige Zweirichtungswagen für die Städte Miskolc (26T) in Ungarn und Konya (28T) in der Türkei. Beide Bauarten sind regelspurig. In Konya sind insgesamt 72 Fahrzeuge dieses Typs im Einsatz, davon sind 12 für den oberleitungsfreien Betrieb ausgerüstet. Jeweils 14 Fahrzeuge wurden für die Städte Chemnitz (35T) und Eskisehir (Türkei) bestellt, letztere meterspurig in Einrichtungsversion und zusätzlich mit Batterien für den oberleitungsfreien Betrieb ausgestattet.[6][7]
- Škoda ForCity Plus (29T/30T): fünfteilige Straßenbahnwagen für die Straßenbahn Bratislava in der Slowakei. Der Niederfluranteil beträgt 88 % beim Einrichtungsfahrzeug 29T und 92 % beim Zweirichtungsfahrzeug 30T[8]. Von beiden Typen wurden jeweils 30 Stück beschafft. Diese Typen gibt es bisher nur meterspurig.
- Škoda ForCity Smart Artic: dreiteilige, vollständig niederflurige Gelenkwagen mit vier Drehgestellen für die finnische Hauptstadt Helsinki, welche vom (seit dem 4. August 2015 zum Konzern Škoda Transportation gehörenden) finnischen Hersteller Transtech entwickelt wurden. Seit 2014 sind zwei Prototypen im Testeinsatz, darauf folgt die Serienlieferung von 38 Fahrzeugen bis 2018. Es besteht eine Option auf weitere 20 Fahrzeuge. Äußerlich haben sie Ähnlichkeiten zum Straßenbahntyp Bombardier Flexity Berlin. Im Oktober 2014 war eine Einheit auf Probefahrten in Würzburg unterwegs.[9][10][11] Weitere Fahrzeuge wurden für die Schnellstraßenbahnlinie 15 (Raide-Jokeri) in Helsinki und Espoo[12] und von der Straßenbahn Tampere[13] bestellt. Im Juni 2018 bestellte die deutsche Rhein-Neckar-Verkehr 80 Straßenbahnen vom abgewandelten Typ ForCity Smart.[14]

### Überblick
| Name                | Typ                               | ER / ZR                                      | Einsatzort                                                                                                   |
| ------------------- | --------------------------------- | -------------------------------------------- | --- |
| Astra/Anitra        | 03T                               | Einrichtungsfahrzeug                         | Brünn, Most-Litvínov, Olmütz, Ostrava, Pilsen                                                                |
| Vektra              | 05T                               | Einrichtungsfahrzeug                         | nur Prototyp                                                                                                 |
| Elektra             | 13T/14T/16T                       | Einrichtungsfahrzeug                         | Brünn (13T), Prag (14T), Breslau (16T)                                                                       |
| Elektra             | 06T/10T/19T                       | Zweirichtungsfahrzeug                        | Cagliari (06T), Portland (Oregon), Tacoma (10T), Breslau (19T)                                               |
| ForCity Alfa        | 15T                               | Einrichtungsfahrzeug                         | Prag, Riga                                                                                                   |
| ForCity Classic     | 26T/28T/35T/ 49T                  | Zweirichtungsfahrzeug                        | Miskolc (26T), Konya (28T), Chemnitz (35T), Eskişehir künftig: Bergamo                                       |
| ForCity Plus        | 29T/52T                           | Einrichtungsfahrzeug                         | Bratislava (29T), künftig: Frankfurt (Oder) (46T), Brandenburg an der Havel (48T), Cottbus (47T), Prag (52T) |
| ForCity Plus        | 30T                               | Zweirichtungsfahrzeug                        | Bratislava                                                                                                   |
| ForCity Smart Artic |                                   | Einrichtungsfahrzeug                         | Helsinki, Tampere                                                                                            |
| ForCity Smart       | 36T/37T/38T/ 39T/40T/41T/ 45T/50T | Einrichtungsfahrzeug / Zweirichtungsfahrzeug | Mannheim/Ludwigshafen/Heidelberg (RNV), Ostrava, Pilsen, Bonn künftig: Brünn, Kassel, Mainz                  |

### Technische Merkmale
Die Asynchronmotoren werden elektronisch gesteuert. Die Bremsenergie kann ins Netz zurückgespeist werden. Die elektrische Ausrüstung befindet sich in leicht zugänglichen Behältern auf dem Dach der Fahrzeuge. Die Fahrzeugkästen werden aus lange bewährten Materialien hergestellt. Der Niederflurbereich liegt 350 mm oberhalb der Schienenoberkante.

### Lizenzen anderer Hersteller
- United Streetcar: Das neue amerikanische Unternehmen United Streetcar hat mehrere Straßenbahnwagen für den amerikanischen Markt basierend auf den Typ Škoda 10 T hergestellt, welche in Portland (Oregon), Tucson (Arizona) und Washington, D.C. im Einsatz sind. Aufgrund der hohen Konkurrenz zu den anderen bereits etablierten Herstellern wurde die Produktion eingestellt.
- CSR Sifang: Das chinesische Unternehmen CSR Sifang hat die Lizenz, 400 Fahrzeuge des Typs 27T zu produzieren, die auf dem Typ 15T (Škoda ForCity Alfa) basieren.[16]
- BSR: Das chinesische Unternehmen Beijing Subway Rolling Stock Equipment (BSR) produziert neue Niederflurstraßenbahnen für die chinesische Hauptstadt Peking, welche Teile von Škoda beinhalten.[17]

## Eisenbahnfahrzeuge und Lokomotiven

### Elektrolokomotiven
- Lokomotive Emil Zátopek (Škoda 109E) : Mehrsystemlokomotive, welche in Tschechien (ČD) sowie in der Slowakei (ZSSK) zum Einsatz kommen. Ab 2016 sollten sie zusammen mit neuen Doppelstockwagen ebenfalls aus dem Hause Škoda die RE-Verbindung München-Nürnberg-Express (DB Regio) übernehmen, was allerdings erst 2021 geschah. In Tschechien sind sie als ČD-Baureihe 380 unterwegs, in Deutschland tragen sie die Baureihenbezeichnung 102.[18][19]

### Elektrotriebwagen

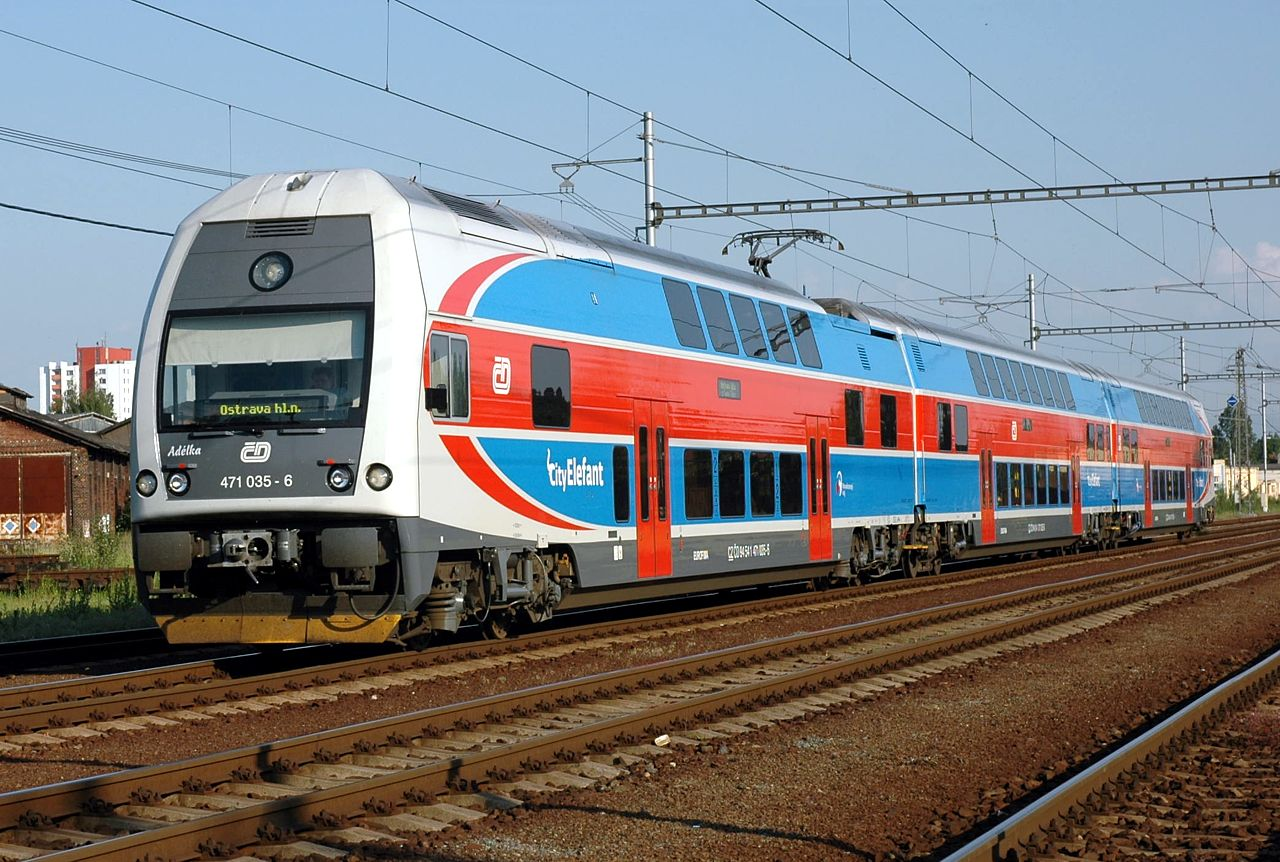
ČD-Baureihe 471 (CityElefant)

- CityElefant: Die elektrischen Doppelstocktriebwagen des Typs City Elefant sind in den Ländern Tschechien (ČD-Baureihe 471), Slowakei (ZSSK-Baureihe 671), Litauen (Baureihe 575) sowie in der Ukraine (UZ-Baureihe EJ 675) im Einsatz. In Tschechien werden sie vorrangig im S-Bahn-ähnlichen Vorortverkehr in Prag sowie in Ostrava eingesetzt.[20]
- RegioPanter und InterPanter (Škoda 7Ev): Elektrische Triebwagen für den Regionalverkehr (RegioPanter) bzw. interregionalen Verkehr (InterPanter), die in Tschechien durch die ČD und in Estland von der dortigen Eisenbahn eingesetzt werden.[21] Die Maximalgeschwindigkeit beider Baureihen beträgt 160 km/h. Optisch sind beide Typen fast identisch.[20] Ab Ende 2018 sollten außerdem 38 Züge der Regionalverkehrsvariante durch den britischen Betreiber National Express im Netz der S-Bahn Nürnberg eingesetzt werden, bevor National Express von der Durchführung des Betriebs zurücktrat.[22][23]

### Dieseltriebwagen
- Regionova: Zweiteilige Dieseltriebwagen für den Regionalverkehr, welche durch die von Pars Nova durchgeführte Modernisierung der ČD-Baureihe 810 entstanden sind. Sie werden in Tschechien von der ČD (ČD-Baureihe 814) sowie von der Železnice Desná betrieben.[24] Die dreiteilige Variante wird als Regionova Trio bezeichnet.[25]
- Dm12: Die VR Dm12 der finnischen Staatsbahnen VR-Yhtymä sind Dieseltriebwagen, welche für die nicht elektrifizierten Strecken Finnlands gedacht sind.[26]

### Personenwagen
- Wendezuggarnituren: Doppelstockwagen, die in der Slowakei und zukünftig in Deutschland eingesetzt werden. Sie sollen vorrangig zusammen mit den Emil Zátopek-Lokomotiven verkehren.[27]

## U-Bahn-Züge

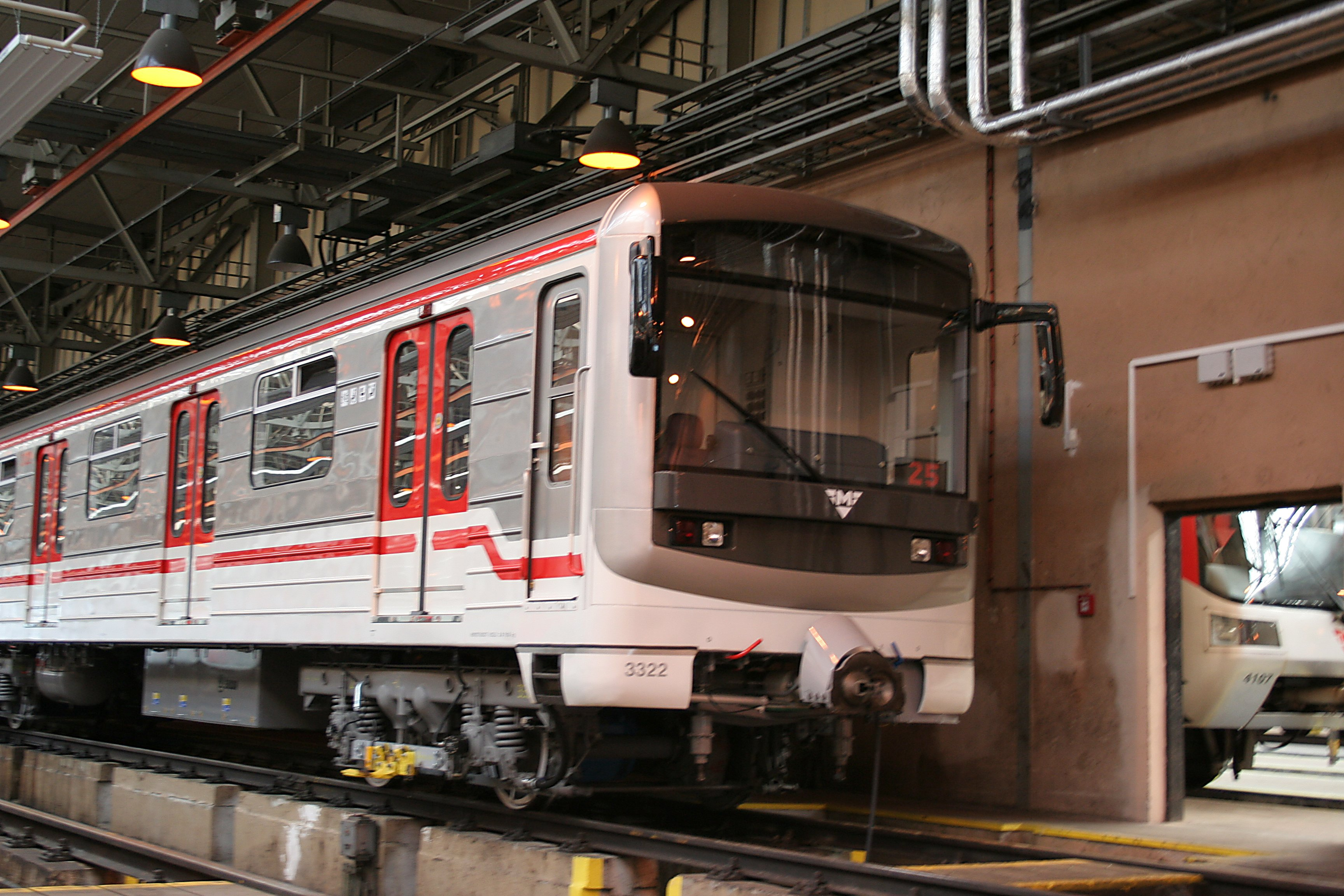
81-71M in Prag (Tschechien)

- 81-71M: Modernisierung des ursprünglichen Typs Metrowagonmasch 81-717/714, die auf den Linien A und B der Metro Prag zum Einsatz kommen.[28]
- 81-553: Die Züge des Typs 81-553 kommen in den Städten Kiew und Kasan zum Einsatz.[29]
- NěVa: Moderner Fahrzeugtyp für die Metro St. Petersburg, der in Zusammenarbeit mit dem Petersburger Unternehmen ZAO Wagonmasch produziert wird.[30]
- Metro Tbilissi: Einige Züge der Baureihen E und 81-717/714 von Metrowagonmasch wurden durch das Moskauer Unternehmen ZREPS grundlegend modernisiert. Bei diesen stammt die Front der Züge von Škoda, weshalb sie äußerlich starke Ähnlichkeiten zur Baureihe 81-71M aufweisen.[31]
- Metro Warschau: Die Züge werden derzeit für die U-Bahn Warschau gebaut und dort auf den Linien M1 und M2 eingesetzt.[32]

## Oberleitungsbusse
In der Geschichte war das Unternehmen Škoda immer ein sehr bedeutender Hersteller von Oberleitungsbussen. Eines der meistverkauften Modelle war der Škoda 9Tr.
Ein weiteres sehr verbreitetes Modell waren der Škoda 14Tr und die Gelenkwagenvariante 15Tr, die zum Teil noch heute im Einsatz sind.

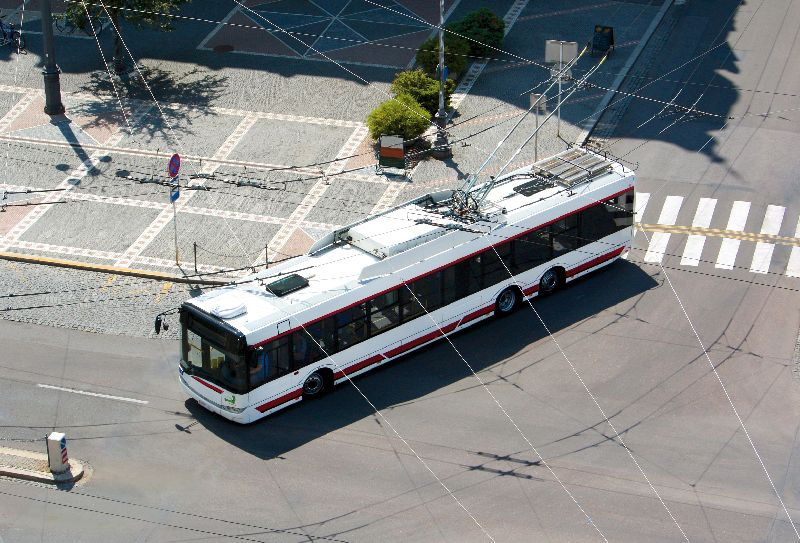
Typ 28 Tr in Pardubice (Tschechien)

Heutige Modelle:
- 24Tr / 25 Tr: Die niederflurigen Modelle 24Tr und 25Tr haben eine Karosserie von Irisbus. Die Solobus-Variante (24Tr) ist insgesamt zwölf Meter lang, die Gelenkbus-Variante (25 Tr) 18 Meter. Sie sind unter anderem in Pilsen, Brünn und Bratislava im Einsatz.

- 26Tr / 27Tr / 28Tr: Die niederflurigen Modelle 26Tr, 27Tr und 28Tr haben eine Karosserie von Solaris Bus & Coach. Diese sind in drei verschiedenen Längen verfügbar. Der 26Tr ist eine Solobus-Variante mit einer Länge von zwölf Metern, der 28Tr eine Solobus-Variante mit einer Länge von 15 Metern und der 27Tr eine Gelenkbusvariante mit einer Länge von 18 Metern. Sie sind unter anderem in Ostrava, Pilsen, Riga, Sofia und Warna im Einsatz.

- 30Tr / 31Tr: Die vollständig niederflurigen Modelle 30Tr und 31Tr haben eine Karosserie von SOR Libchavy. Die Solobus-Variante (30Tr) ist zwölf Meter lang, die Gelenkbus-Variante (31Tr) 18 Meter. Sie sind unter anderem in Brünn, Bratislava und Žilina im Einsatz.

- In den Städten Bologna (Italien), Castellón de la Plana (Spanien) und Rom (Italien) sind O-Busse im Einsatz, die eine Elektroausrüstung von Škoda beinhalten.

Die elektronischen Komponenten der heutigen Modelle stammen vom Tochterunternehmen Škoda Electric a.s.
Daneben werden auch zwei Elektrobusse vom Typ Perun und ein Hybridbus angeboten.

## Tochterunternehmen
Folgende Tochterunternehmen gehören zum Unternehmen:
- Škoda Electric a.s. (Pilsen/Tschechien)
- Škoda Vagonka a.s. (Ostrava/Tschechien)
- Transtech Oy (Oulu/Finnland)
- Škoda City Service s.r.o. (Pilsen/Tschechien)
- Škoda TVC s.r.o. (Pilsen/Tschechien)
- Škoda Pars a.s. (Šumperk/Tschechien)
- VÚKV a.s. (Prag/Tschechien)
- POLL, s.r.o (Prag/Tschechien)
- Lokel s.r.o. (Ostrava/Tschechien)
- Škoda Transportation Deutschland GmbH (München/Deutschland)
- Škoda Group Austria GmbH (Wien/Österreich)
- Electric Components (ehemals Cegelec CZ, Prag/Tschechien)[36]
- Ganz-Skoda Electric Ltd. (Budapest/Ungarn)
- TRADING RS Sp. z o.o. (Warschau/Polen)
- OOO "Sibelektroprivod" (Novosibirsk/Russland)
- OOO "Sibir-Elektro" (Moskau/Russland)